# Eurotas (mitologia)
Eurotas (stgr. Εὐρώτας Eurṓtas, łac. Eurotas) – w mitologii greckiej bóg i uosobienie lakońskiej rzeki Ewrotas (daw. Eurotas).
Uchodził za syna Mylesa lub Leleksa. Był ojcem Sparty (eponima miasta Sparty), Tiasy, Pitane.